# Akkusta
Akkusta eller Akkustajärvi är en sjö i Vemo kommun i Finland.   Den ligger i landskapet Egentliga Finland, i den sydvästra delen av landet, 190 km väster om huvudstaden Helsingfors. Akkusta ligger 22 meter över havet. I omgivningarna runt Akkusta växer i huvudsak barrskog. Arean är 25,1 hektar och strandlinjen är 3,04 kilometer lång. Sjön  ingår i Skärgårdshavets kustområde, Åland. 